# Jama trstične piščali
Jama trstične piščali (kitajsko: 芦笛岩; pinjin: Lúdí Yán), znana tudi kot Palača naravnih umetnosti, je znamenitost in turistična atrakcija v Guilinu v provinci Guangši na Kitajskem.
Jama je dobila ime po vrsti trstike, ki raste zunaj in jo je mogoče predelati v piščali. 

## Opis
Jama trstične piščali je polna velikega števila stalaktitov, stalagmitov in drugih skalnih formacij. V notranjosti je več kot 70 napisov pesmi in potopisov, napisanih s črnilom, najstarejši od njih pa sega v leto 792 n. št. v dinastiji Tang. Globoka je približno 240 metrov in dolga 500 metrov. Podzemno jezero poteka mirno vzdolž jame in odseva okolico.
V 1940-ih jo je ponovno odkrila skupina beguncev, ki so bežali pred japonskimi četami. 20 let pozneje je bila jama uradno odprta za javnost (1962). Od takrat je postala izjemno priljubljena turistična atrakcija za ljudi z vsega sveta. Danes jamo umetno osvetljuje večbarvna osvetlitev.
Jamo so obiskali celo nekdanji kitajski vladni voditelj Deng Šjaoping, nekdanja ameriška predsednika Richard Nixon in Jimmy Carter ter nekdanji generalni sekretar ZN De Quillar.
Različni stalaktiti in stalagmiti so poimenovani po svojem videzu in legendah, ki jih obkrožajo: Kristalna palača, Vrh ribjega repa in Zmajeva pagoda. En velikanski stalaktit naj bi bil čarobno kopje Zmajskega kralja, ki ga je uporabljal Opičji kralj Sun Vukong v kitajski budistični klasiki Potovanje na zahod objavljeni v 16. stoletju.